# Alan Stoddard
Alan Stoddard (* 22. August 1915 in Hale, Cheshire; † 1. November 2002) war ein britischer Arzt, welcher sich besonders für die Anerkennung der Osteopathie einsetzte und zudem ein Aktivist für vegetarische Ernährung war.

## Leben und Wirken
Alan Stoddard schloss 1935 sein Studium an der British School of Osteopathy ab und war danach in einer Praxis in Herne Hill tätig. Ein Medizinstudium an dem King’s College London schloss er 1942 ab. Mit seinem dualen Studienabschluss wurde er schließlich selber Lehrer an der British School of Osteopathy. Zudem war er am Brook Green Hospital tätig. Hier verband er konventionelle und osteopathische Behandlungstechniken. Schließlich war er über Jahre für den National Health Service tätig und betrieb zudem eine Privatpraxis in der Harley Street.
Stoddard schrieb eine Dissertation über Osteochondrose, reichte sie allerdings nie ein, da die Arbeit während einer Zugfahrt verloren worden war. Er schrieb zwei Monographien über Osteopathie. Sein Buch The Back: Relief from Pain wurde insgesamt in acht Sprachen übersetzt. Stoddard war über viele Jahre hinweg Vorsitzender der Osteopathic Medical Association. Gemeinsam mit James Cyriax wurde Stoddard 1973 von der British Orthopaedic Association zur Frage der Beurteilung der Anwendung von manualmedizinischen Techniken im Rahmen von Rehabilitationsmaßnahmen bestellt. Stoddard führte manipulative Techniken an der Lendenwirbelsäule unter Vollnarkose durch.
Stoddard war lebenslanger Vegetarier und wurde so als Sprecher zum 25. World Vegetarian Congress in 1979 eingeladen. Zudem wurde er Vorsitzender einer Firma, welche pflanzliche Milch-Alternativen entwickelte.

## Publikationen (Auswahl)
- A Manual of Osteopathic Techniques (1959). Deutsche Ausgabe: Lehrbuch der osteopathischen Technik an Wirbelsäule und Becken. Übersetzt von Hellmut Erdmann. In: Die Wirbelsäule in Forschung und Praxis, Band 19. Hippokrates, Stuttgart 1961, ISBN 978-3-7773-0247-8.
- Manual of Osteopathic Practice (1969)
- The Back: Relief from Pain (1979). Deutsche Ausgabe: Leben ohne Rückenschmerzen. Übersetzt von Angela Kohlberger. Hippokrates, Stuttgart 1982, ISBN 978-3-7773-0580-6.
- An Osteopathic Approach to Manipulation (1990). In: Join K. Paterson, Loïc Burn: Back pain. An international review. Springer, 1990.